# ونسا پارادی (آلبوم)
ونسا پارادی (به انگلیسی: Vanessa Paradis) نام سومین آلبوم استودیویی و اولین آلبوم انگلیسی زبانِ خواننده فرانسوی، ونسا پارادی است که در ۲۱ سپتامبر ۱۹۹۲ توسط رمارک رکورزد منتشر شد. این آلبوم شامل تک‌آهنگ‌های «عزیزم باش» و «یک‌شنبه‌ها و دوشنبه‌ها» است.
این آلبوم سومین آلبوم پارادی بوده‌است که به همراه شریک سابق اش لنی کراویتز ساخته‌ شد.

## پیشینه و نگارش
لنی کراویتز بین سال‌های ۱۹۹۲ تا ۱۹۹۷ با خواننده این آلبوم، ونسا پارادی ارتباط عاشقانه داشت، تهیه کننده و نویسنده آلبوم بود.
این آلبوم اولین باری است که پارادی خودش کنترل خلاقانه موسیقی خود را به دست می‌گیرد. همچنین به دلیل نوآوری در استفاده از سازها و تکرار صدای دهه ۶۰ میلادی، تقریبا در همه آهنگ‌های آلبوم، مورد توجه قرار گرفته‌بود. یک برنامه ویژه تلویزیونی یک ساعته در مورد ساخت این آلبوم در سال ۱۹۹۲ ضبط شد و در ۲۸ مارس ۱۹۹۳ از کانال+ پخش شد.

## پذیرش انتقادی
این آلبوم یکی از موفق ترین و مورد تحسین منتقدان ونسا بود که هم در فرانسه و هم در بریتانیا محبوبیت خود را افزایش داد. چندین تک‌آهنگ موفق از جمله یکی از شناخته‌شده‌ترین آهنگ‌ها عزیز من باش به این آلبوم تعلق دارد.